# Michalina Daniszewska
Michalina Daniszewska, ps. M.D. (ur. 1863, zm. 23 lutego 1903 w Warszawie (?)) – polska malarka, literatka i tłumaczka.

## Życiorys
Przetłumaczyła na język polski m.in. trzy powieści Juliusza Verna: Cudowna wyspa (przekład z 1895), Sfinks lodowy (przekład z 1898) i Testament dziwaka (przekład z 1900).
Pochowana na Cmentarzu Powązkowskim w Warszawie.